# Luis Santana Fernández
Luis Santana Fernández (1957, Medina del Campo, Valladolid) es un escritor, traductor y editor español.

## Trayectoria literaria
En la década de 1980 comenzó a publicar poemas en hojas y revistas literarias como la revista de poesía visual Veneno (1983-2016), Los Infolios, El signo del gorrión y La Factoría Valenciana. Sus poemas han aparecido en varias antologías. Fue editor de la editorial El Faro.
De su libro "Sombra mínima" de 1999 señaló Olvido García Valdés que la poesía de Santana era un mundo transparente, es decir, peligroso, y que había dos rasgos que definían una actitud ascética, por un lado, distancia, pasividad y, por otro y a la vez, una extremada forma de atención. Miguel Casado sñala que la escueta poética de Santana rompe el marco lógico habitual sustituido por plasticidad y esencialidad.
El propio autor señala que desde 'Sombra mínima' va fomentándose con más relieve un componente restrictivo, un paso más hacia la desaparición que va pasando de un libro al siguiente. Y el discurso poético entra en otra exigencia, en una economía expresiva radical. Como decíamos antes, hay una depuración creciente.
Tomás Sánchez Santiago considera que la escritura de Luis Santana posee una iluminación solo suya que surge de lo oscuro para guiar a quien lee hacia lo gozoso incomprensible como territorio natural... Entre resplandores hirientes, versos llenos de aristas de filo agudo dejan a la vista solo un saldo restante, una vez perdidos todos los nexos entre las palabras y el mundo. Únicamente queda, en el lenguaje exigente de la perduración, la versión radical de la belleza

## Obra

### Poesía
- 1988 – Mirador. Ediciones del Faro, Valladolid.
- 1992 - Una lengua extraña, Editorial Regional de Extremadura, Mérida, ISBN: 84-7671-239-1.
- 1999 – Sombra mínima (con epílogo de Olvido García Valdés), Editorial Huerga y Fiero, Madrid, ISBN: 84-8374-115-6.
- 2014 – Carta no enviada, Editorial Vitrubio, ISBN: 978-84-942231-1-2.[9][10]
- 2016 – Leyendo la fuga. Manual de Ultramarinos, León.
- 2022 – Nada me conmueve 1988-2020. Poesía reunida (prólogo de José Luis Puerto, epílogo de Antonio Ortega), Editorial Dilema,[11] ISBN 978-84-9827-619-0.[12][13][1]
- 2023 - Luis Santana, en "Dossier Poésie Castillane contemporaine", À L'índex -espace d'écrits- nº 47, mardi, 31 octobre 2023.[14]
- 2023 - El frío que corresponde, con prólogo de Esperanza Ortega, Ediciones Contrabando, Valencia, ISBN 978-84-126899-9-0.[15][16][17][18][19][20][21]

### Novela
- 2013 – Al final ni nos despedimos, Editorial Baile del Sol, Tenerife, Baile del Sol, ISBN 978-84-15700-57-9.[22]

### Traducción del catalán al castellano
- 1999 – Antología, Màrius Torres, Pre-textos
- 2001 - El cielo del infierno, David Castillo, Anagrama
- 2003 – Sin mirar atrás, David Castillo, Anagrama
- 2005 – Por un saco de huesos, Lluís-Anton Baulenas, Planeta
- 2006 – La felicidad, Lluís-Anton Baulenas, Planeta
- 2006 – Alfonso XIV. Un crimen de estado, Lluís-Anton Baulenas. Belacqva
- 2007 – Nombres en la arena, Lluís-Anton Baulenas, Planeta